# Прая
Пра́я (порт. Praia) — столиця та найбільше місто острівної держави Кабо-Верде. Повна назва — Санта-Анжел-де-Ешперанса (порт. Santo Angel de Esperança, «Святий ангел надії»)

## Географія
Місто розташоване на острові Сантьягу в Атлантичному океані поблизу узбережжя Сенегалу. Вузол морських трансатлантичних сполучень. Поблизу міста — курортні райони (океанські пляжі).

### Клімат
Прая має клімат м'якого аридного типу з коротким сезоном дощів і довгим, дуже вираженим сухим сезоном. За рік на місто припадає всього біля 210 міліметрів опадів, в основному у період з серпня по жовтень. З кінця зими і до початку літа опади взагалі відсутні. Найхолоднішим місяцем є лютий з середньою температурою в 22 °C, через що клімат під час нього нагадує тропічний, але через повну відсутність опадів він не може бути розцінений таким.
| Клімат Праї                                | Клімат Праї | Клімат Праї | Клімат Праї | Клімат Праї | Клімат Праї | Клімат Праї | Клімат Праї | Клімат Праї | Клімат Праї | Клімат Праї | Клімат Праї | Клімат Праї | Клімат Праї |
| Показник                                   | Січ.        | Лют.        | Бер.        | Квіт.       | Трав.       | Черв.       | Лип.        | Серп.       | Вер.        | Жовт.       | Лист.       | Груд.       | Рік         |
| Абсолютний максимум, °C                    | 32,2        | 32,2        | 32,8        | 33,9        | 37,2        | 35          | 32,8        | 32,8        | 36,1        | 35          | 32,2        | 30,6        | 37,2        |
| Середній максимум, °C                      | 25          | 25          | 25          | 26          | 27          | 27          | 28          | 28          | 28          | 29          | 27          | 26          | 27          |
| Середня температура, °C                    | 22          | 22          | 22          | 23          | 23          | 24          | 25          | 26          | 26          | 26          | 25          | 23          | 24          |
| Середній мінімум, °C                       | 20          | 19          | 20          | 20          | 21          | 21          | 23          | 24          | 25          | 24          | 23          | 21          | 22          |
| Абсолютний мінімум, °C                     | 17,2        | 13,3        | 16,7        | 17,2        | 16,1        | 18,9        | 18,9        | 20          | 21,1        | 20          | 20          | 17,8        | 13,3        |
| Середня кількість сонячних годин на місяць | 217         | 226         | 279         | 300         | 310         | 275         | 219         | 188         | 219         | 248         | 244         | 215         | 2920        |
| Норма опадів, мм                           | 2.5         | 1.3         | 1           | 2.3         | 0           | 1           | 13.2        | 99.3        | 29          | 47.5        | 7.9         | 4.6         | 209.6       |
| Днів з опадами                             | 1           | 0           | 0           | 0           | 0           | 0           | 1           | 8           | 7           | 3           | 1           | 1           | 22          |
| Днів з дощем                               | 1           | 0           | 0           | 0           | 0           | 0           | 1           | 8           | 7           | 3           | 1           | 1           | 22          |
| Вологість повітря, %                       | 61          | 58          | 57          | 56          | 57          | 61          | 67          | 72          | 74          | 67          | 64          | 63          | 63          |
| ------------------------------------------ | ----------- | ----------- | ----------- | ----------- | ----------- | ----------- | ----------- | ----------- | ----------- | ----------- | ----------- | ----------- | ----------- |
| Джерело: Weatherbase                       |             |             |             |             |             |             |             |             |             |             |             |             |             |

## Історія
Засноване португальцями напирикінці XV століття.

## Населення
Чисельність населення міста, станом на 2017 рік, налічує 159,050 тисяч осіб.

## Пам'ятки
Серед визначних пам'яток міста — площа Албукерке, президентський палац (кінець XIX століття), етнографічний музей, монумент Діоґу Ґоміша (першовідкривача острова Сантьягу).

## Економіка
- Рибальство.
- Експорт апельсинів, цукру і кави.
- Харчова (переробка риби і морепродуктів), меблева промисловість, виробництво будматеріалів (залізобетонний завод, завод керамічних виробів, будматеріалів).
- Швейна фабрика.
- Кустарно-художні майстерні.
- Підприємства збірки і ремонту електротехнічних побутових приладів.

Центр боротьби з проказою.

## Спорт
- Байрру (футбольний клуб)

## Міста-побратими
- Бастер, Сент-Кіттс і Невіс
- Бісау, Гвінея-Бісау
- Бостон, Массачусетс, США (з 2015)
- Лісабон, Португалія[15][16]
- Понта-Делгада, Азорські острови, Португалія
- Провіденс, Род-Айленд, США (з 1994)
- Фару, Португалія[17]
- Фуншал, Мадейра, Португалія
- Цзінань, Шаньдун, Китай

## Світлини

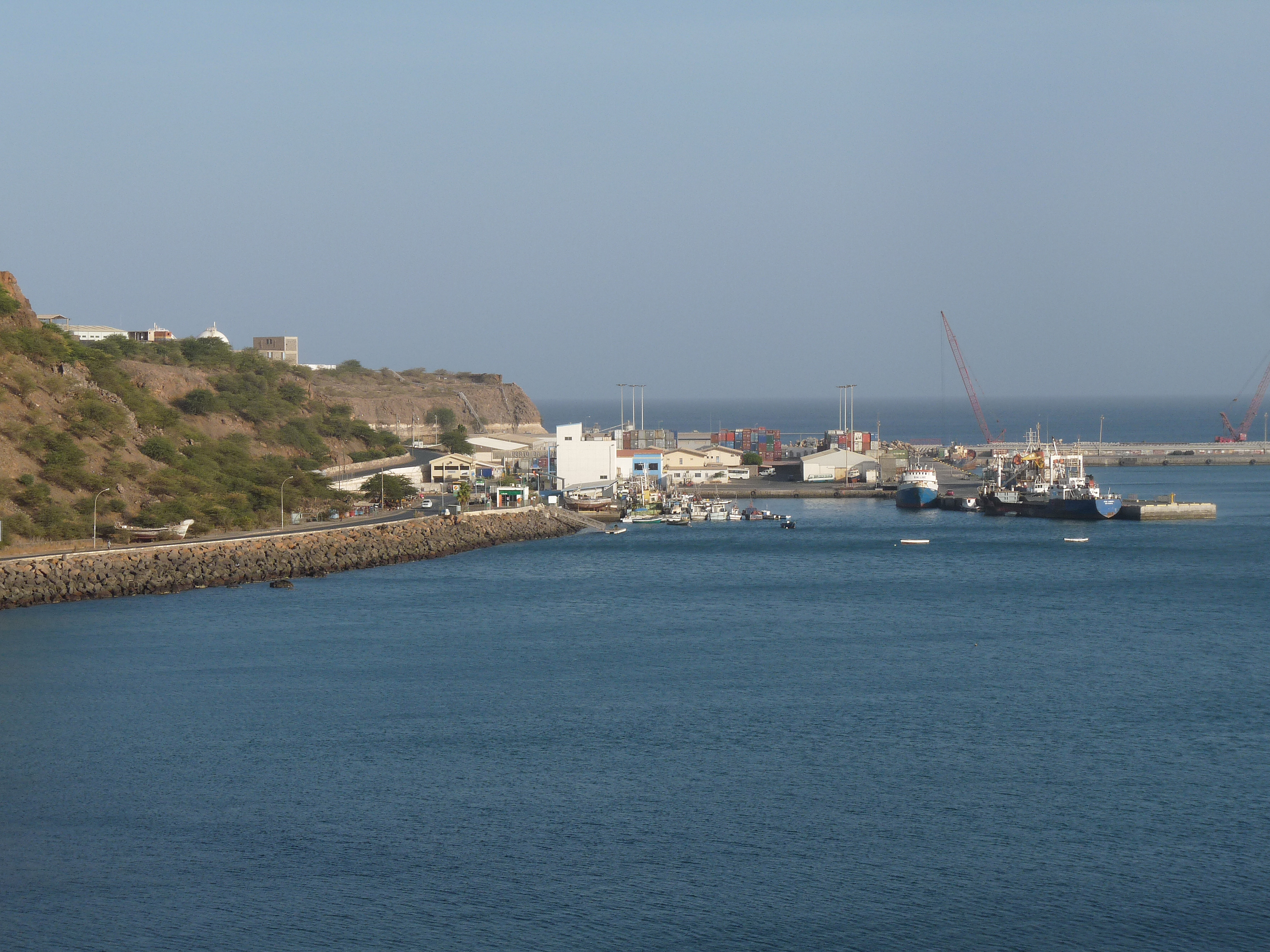
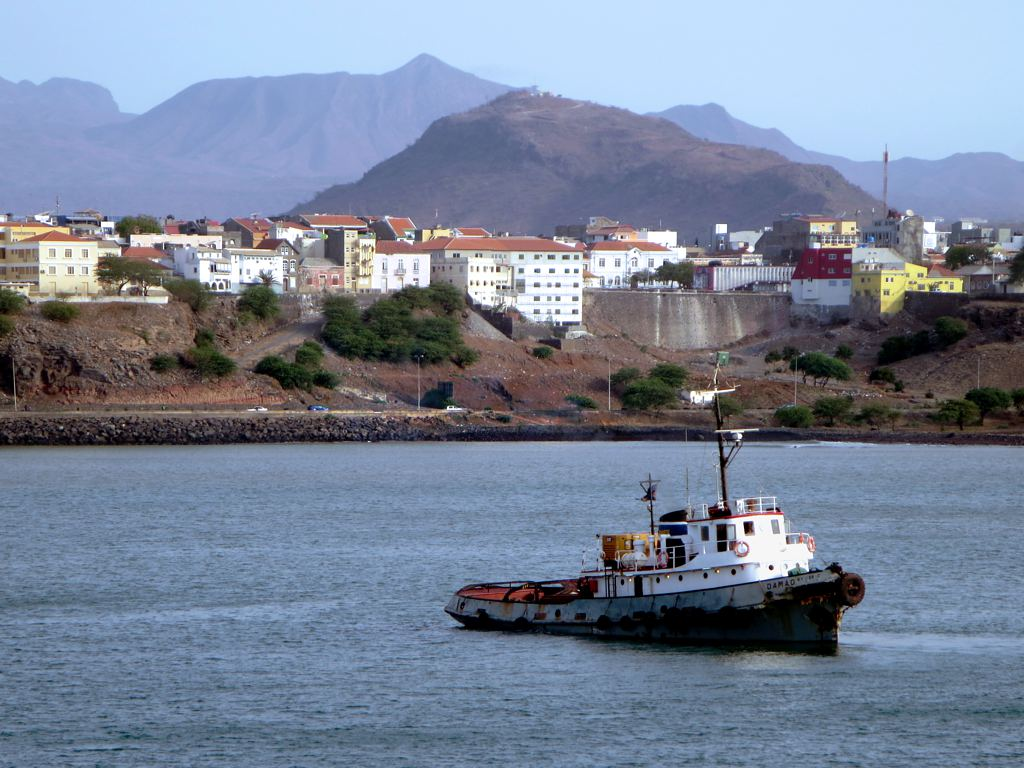
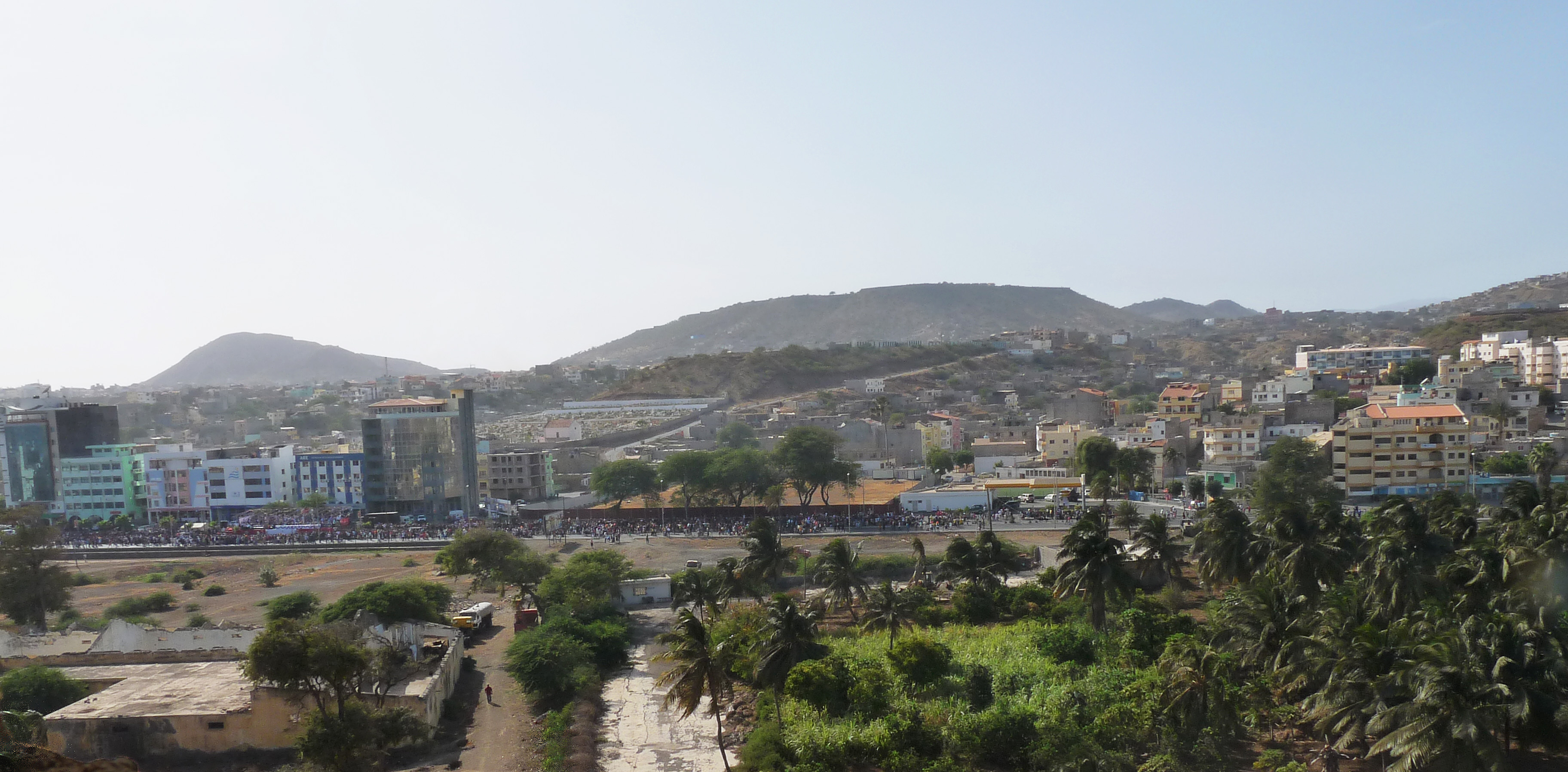
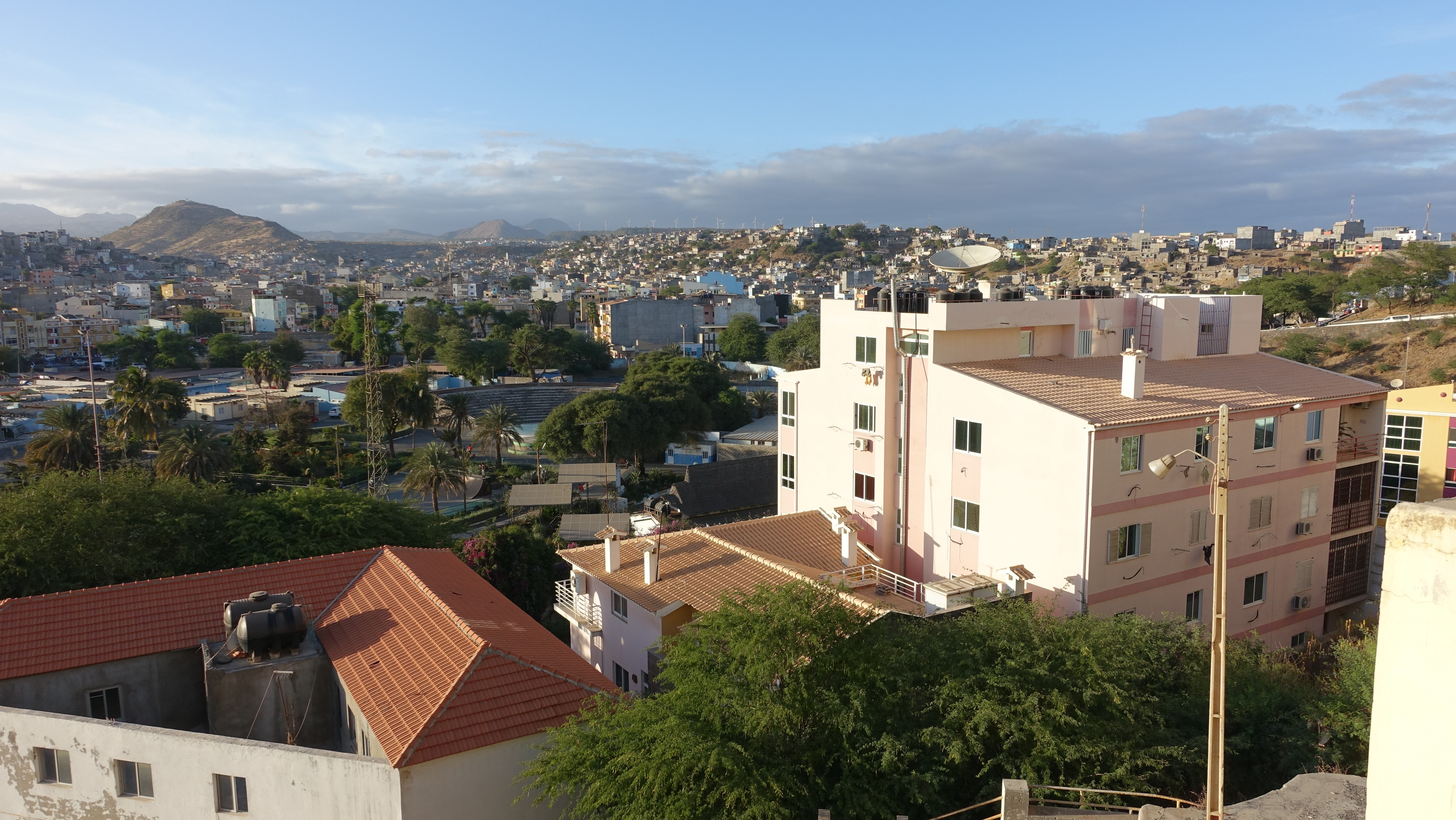
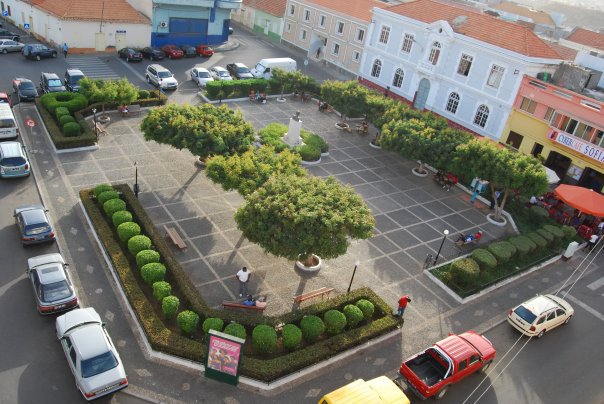
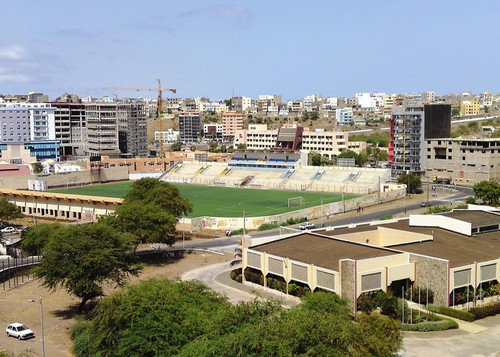

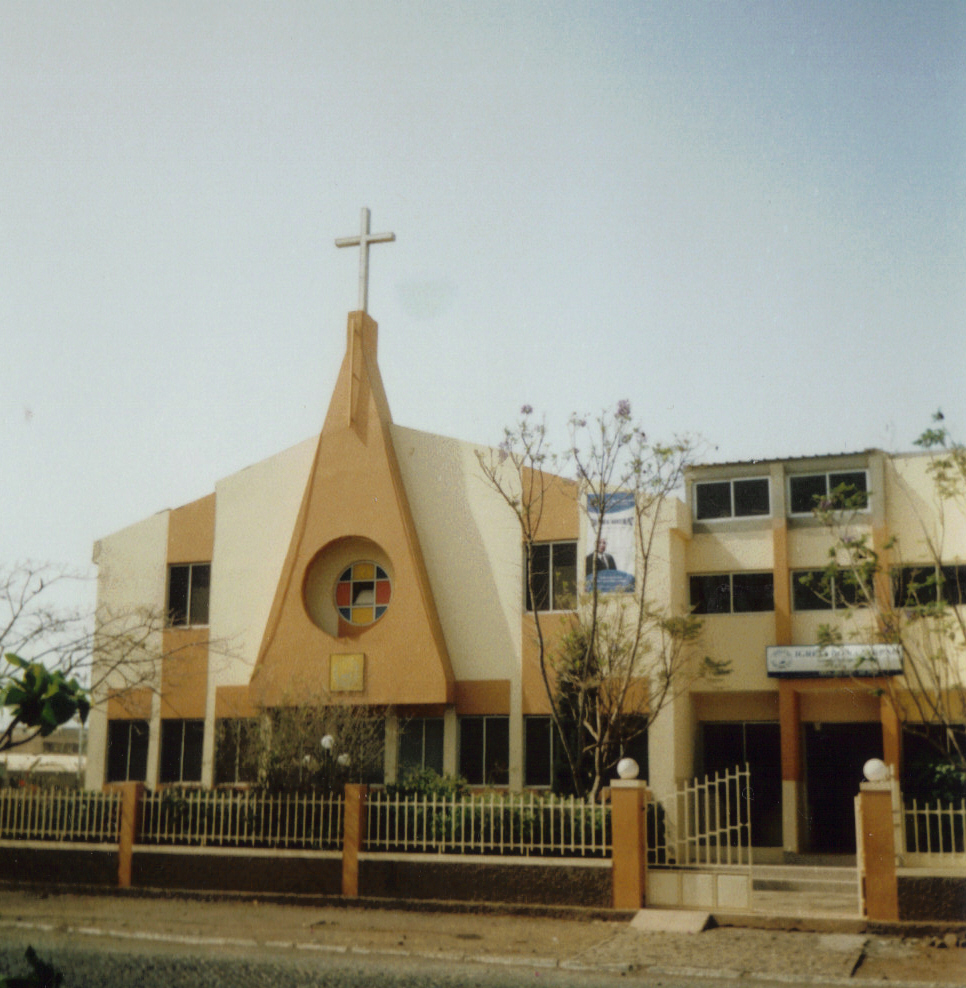
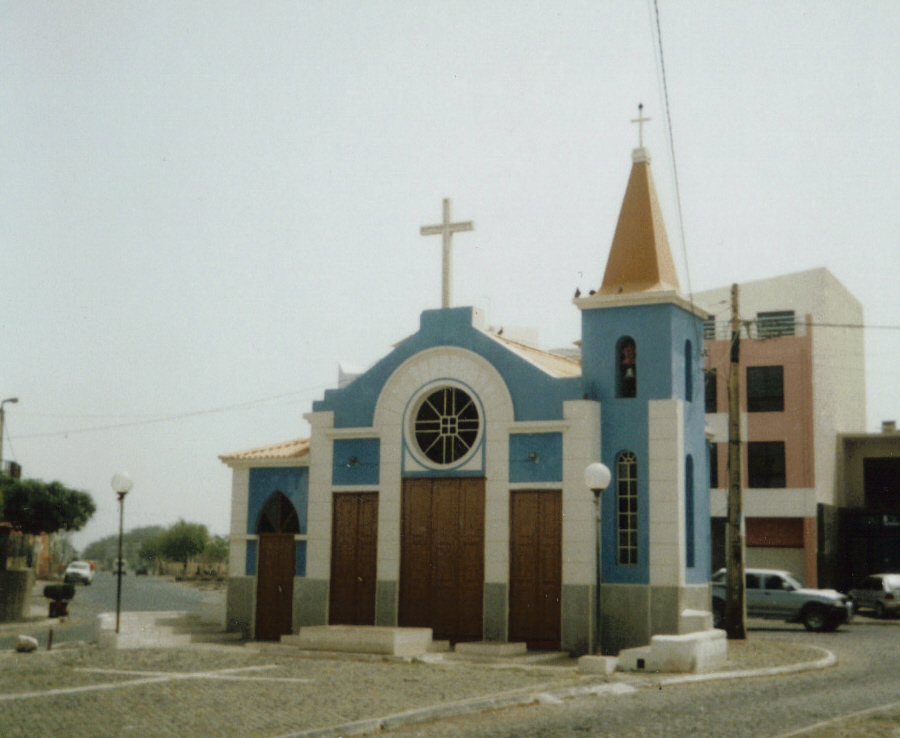
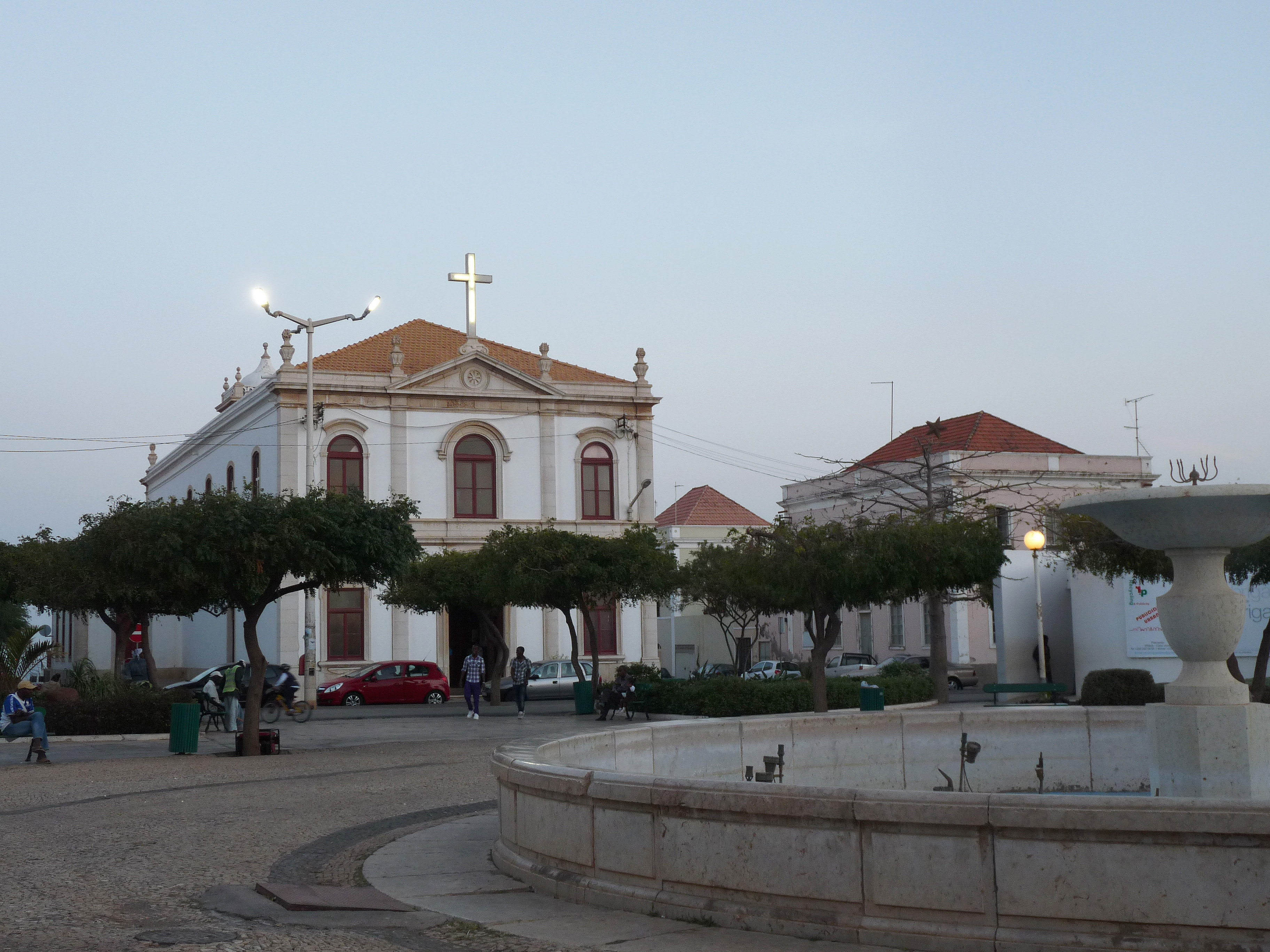
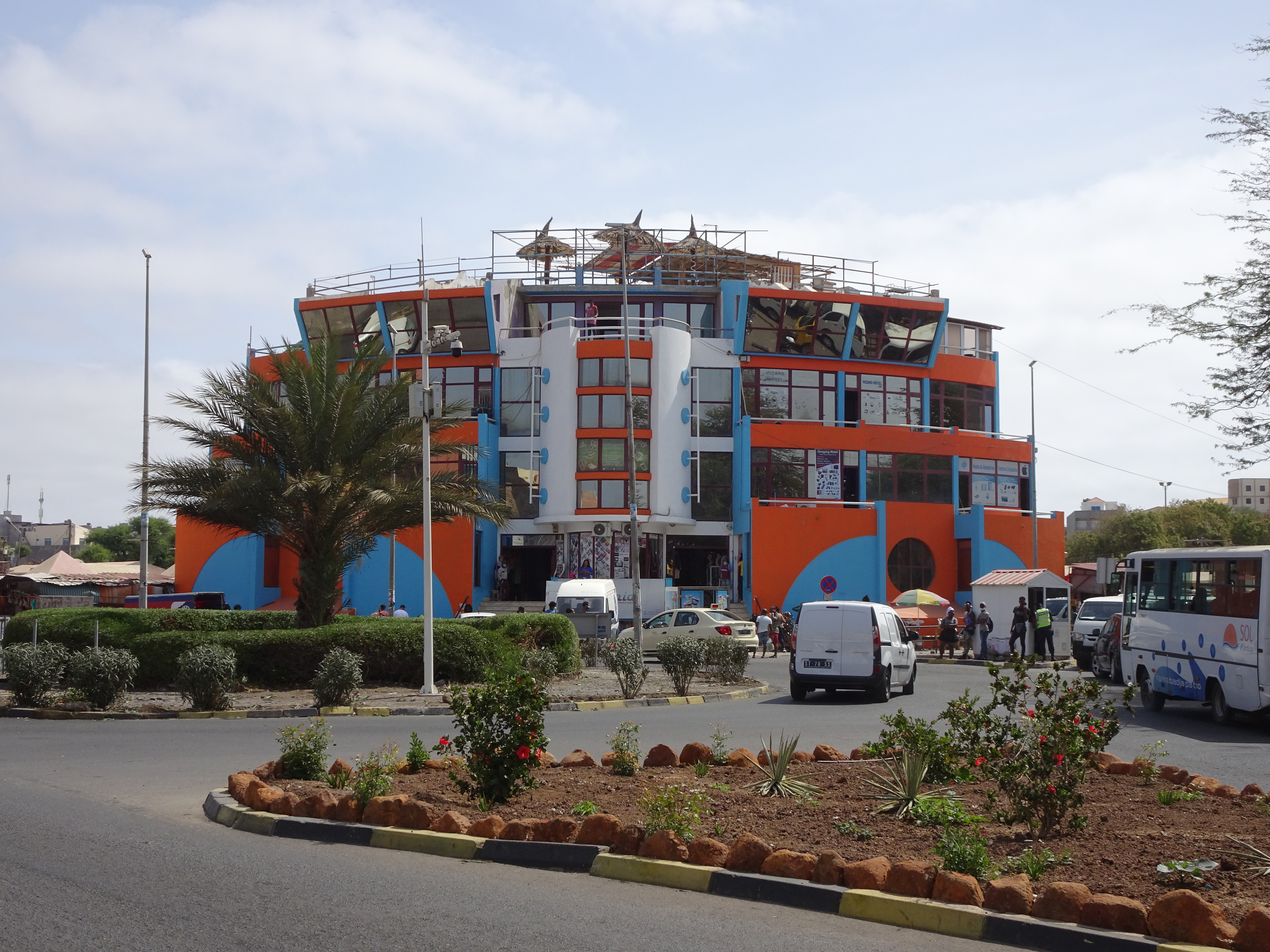
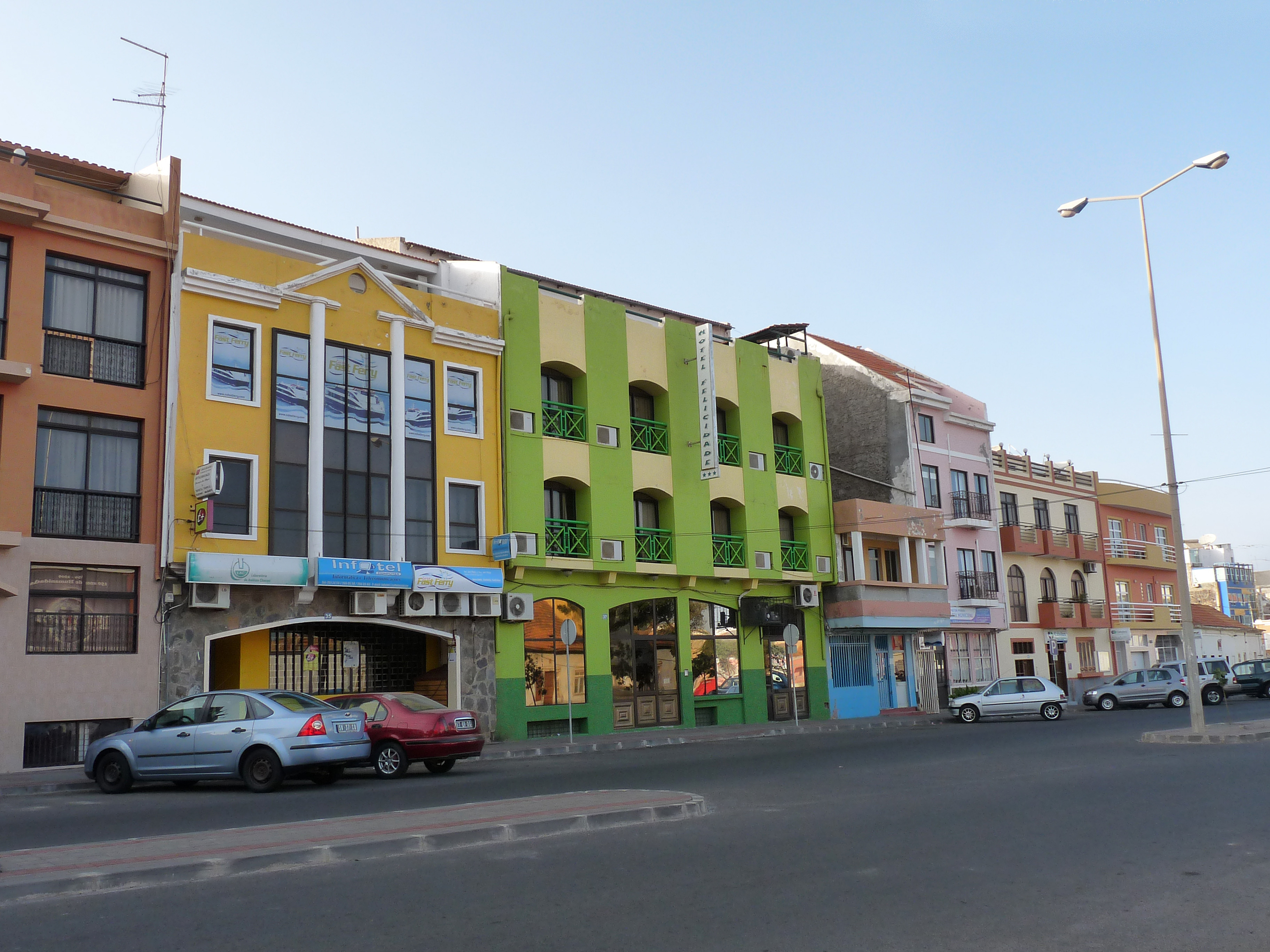
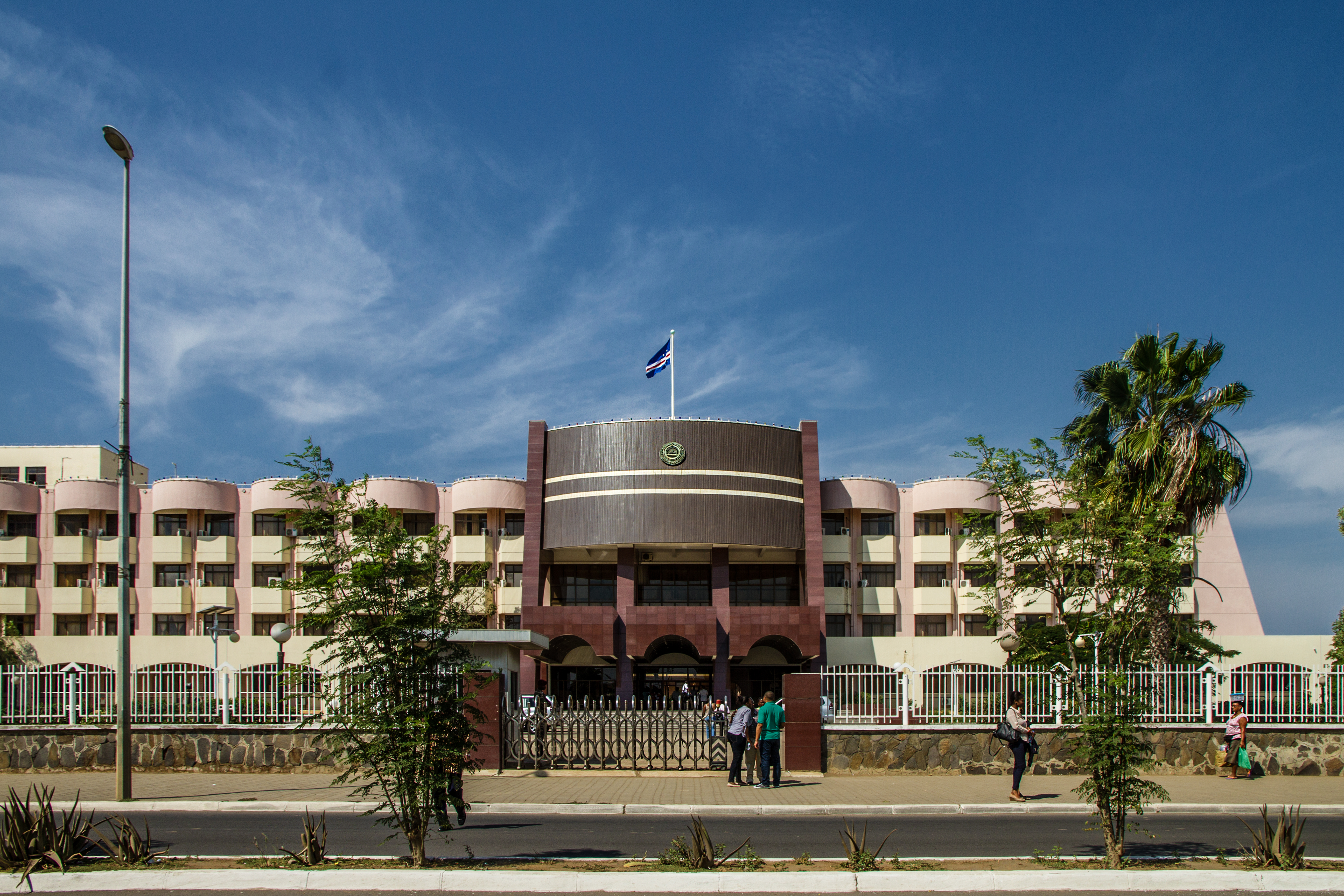

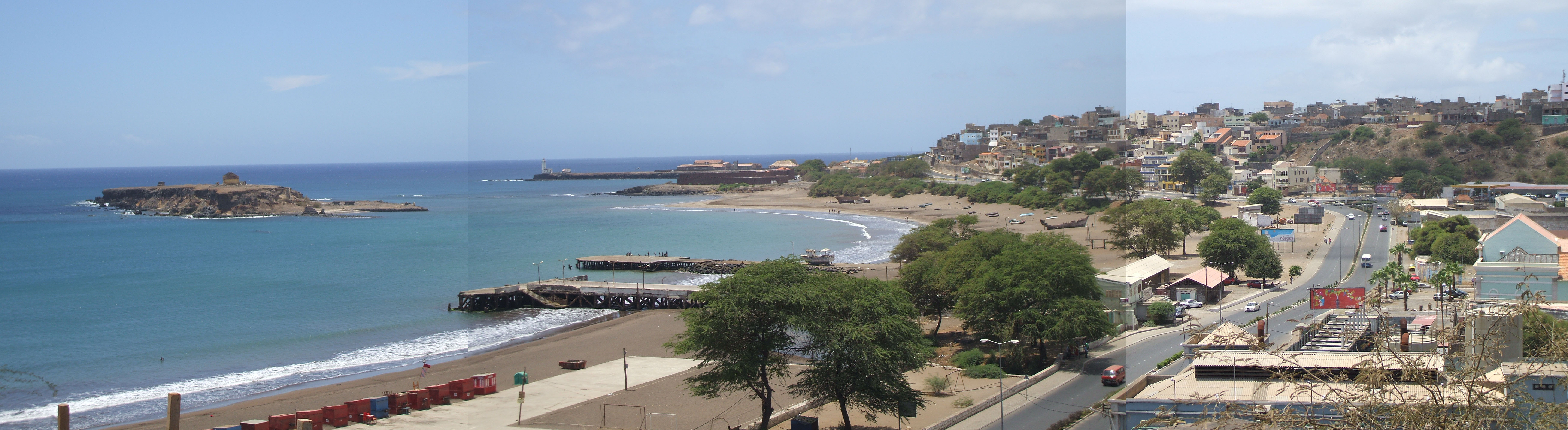